# Tubeway Army (álbum)
Tubeway Army  es el primer álbum de estudio y álbum debut de la banda británica de rock: Tubeway Army. Lanzado a finales de 1978.
A pesar del poco éxito del álbum siendo el álbum debut mismo del grupo, Hoy se le considera como material de culto en la escena de la música oscura y del post-punk.
La primera edición del álbum únicamente se hicieron 5,000 copias que fueron una edición limitada, Después en 1979 el álbum se saco con la portada ya en su edición regular, incluyendo un rostro animado del músico Gary Numan.
El álbum llegó a la posición No. 14 en la lista del UK Albums Chart.
Siendo este álbum considerado por muchos como una joya oculta del post-punk, muchos grupos y músicos como: The Velvet Underground, Ultravox, Red Fang, Roxy Music, Pop Will Eat Itself, David Bowie, entre muchos otros; mencionaron que el álbum debut de Tubeway Army se les considera una de sus mayores influencias y al igual lo colocaron en sus listas de los mejores álbumes del rock en diversos estilos musicales al igual que le realizaron covers.

## Lista de canciones
En esta lista se encuentra el siguiente listado de las canciones únicamente en su lanzamiento original del álbum.

Todas las canciones escritas y compuestas por Gary Numan. 
| Tubeway Army |                            |          |  |
| N.º          | Título                     | Duración |  |
| 1.           | «Listen to the Sirens»     | 03:06    |  |
| 2.           | «My Shadow in Vain»        | 02:59    |  |
| 3.           | «The Life Machine»         | 02:45    |  |
| 4.           | «Friends»                  | 02:30    |  |
| 5.           | «Something's in the House» | 04:14    |  |
| 6.           | «Everyday I Die»           | 02:24    |  |
| 7.           | «Steel and You»            | 04:44    |  |
| 8.           | «My Love is a Liquid»      | 03:33    |  |
| 9.           | «Are You Real?»            | 03:25    |  |
| 10.          | «The Dream Police»         | 03:38    |  |
| 11.          | «Jo the Waiter»            | 02:41    |  |
| 12.          | «Zero Bars (Mr. Smith)»    | 03:12    |  |
| 39:11        |                            |          |  |

### Sencillos extra en las Re-Ediciones
En la reedición de 1998 se incluyen los sencillos del álbum y de los recopilatorios en vivo titulados "Living Ornaments '79", "Living Ornaments '80" y "Living Ornaments '81" en la cual son bootlegs realizados por el grupo y también incluyendo el single (sencillo) "That's Too Bad" y un cover del grupo estadounidense de rock: The Velvet Underground con su sencillo "White Light/White Heat". 

Todas las canciones escritas y compuestas por Tubeway Army a excepción del sencillo "White Light/White Heat" que es un cover de la banda estadounidense de rock: The Velvet Underground.. 
| Tubeway Army (Live at the Roxy) CD 2 |                                 |          |  |
| N.º                                  | Título                          | Duración |  |
| 1.                                   | «Positive Thinking (Live)»      | 02:56    |  |
| 2.                                   | «Boys (Live)»                   | 02:13    |  |
| 3.                                   | «Blue Eyes (Live)»              | 02:03    |  |
| 4.                                   | «You Don't Know Me (Live)»      | 02:28    |  |
| 5.                                   | «My Shadow in Vain (Live)»      | 04:13    |  |
| 6.                                   | «Me My Head (Live)»             | 04:10    |  |
| 7.                                   | «That's Too Bad (Live)»         | 03:26    |  |
| 8.                                   | «Basic J (Live)»                | 03:03    |  |
| 9.                                   | «Do Your Best (Live)»           | 02:40    |  |
| 10.                                  | «Oh Didn't I Say (Live)»        | 02:31    |  |
| 11.                                  | «I'm a Poseur (Live)»           | 02:30    |  |
| 12.                                  | «White Light/White Heat (Live)» | 02:49    |  |
| 13.                                  | «Kill St. Joy (Live)»           | 03:46    |  |
| 1:17:59                              |                                 |          |  |

## Personal
- Gary Numan - guitarra, vocal, teclados, producción
- Paul Gardiner - bajo, guitarra, vocal de apoyo
- Jess Lidyard - batería

### Personal adicional
- Mike Kemp - ingeniero de audio, mezclas
- John Dent - masterización